# Liste der Fornminnen in Tving

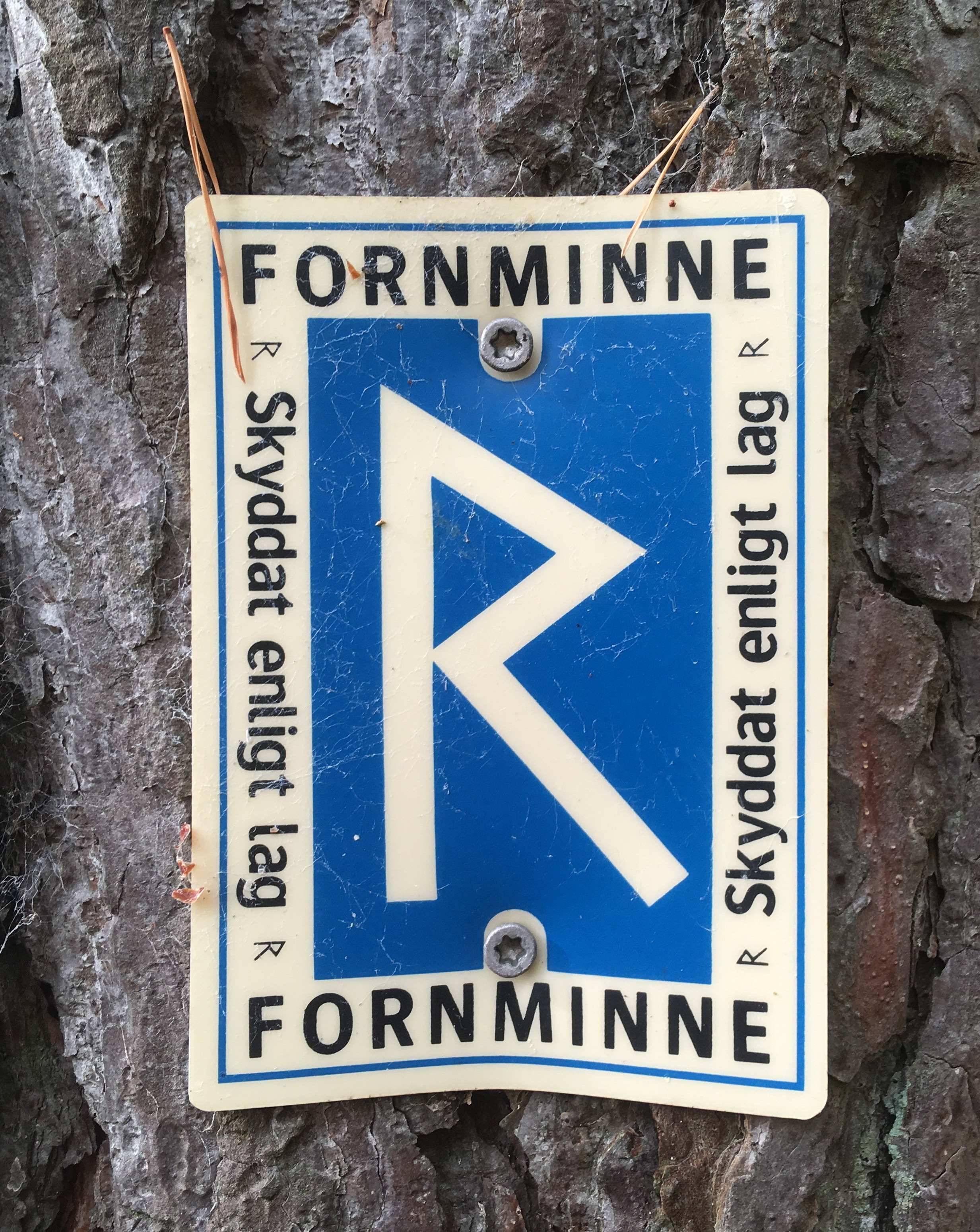
Zeichen für „Fornminnen“ in Schweden

Diese Liste der Fornminnen in Tving zeigt die „Alten/antiken Denkmale“ (schwedisch fornminnen) im ehemaligen Socken Tving in der heutigen Gemeinde Karlskrona der südschwedischen Provinz Blekinge län, sie ist eine Teilliste der „Liste der Fornminnen in Blekinge“. Die Aufteilung basiert auf der historischen Zuordnung der Gebiete in Socken (siehe auch) und der Einteilung des Zentralamts für Denkmalpflege Riksantikvarieämbetet (RAÄ). Es werden die Fornminnen aufgeführt, die auf dem Suchdienst „Fornsök“ registriert sind, welcher weitere Informationen zu den bekannten kulturhistorischen Überresten in Schweden enthält.

## Begriffserklärung
Fornminnen (schwedisch für alte/antike Denkmale oder archäologische Funde) sind in Schweden alte Objekte und archäologische Funde (Fornlämningar), welche die Überreste menschlicher Aktivitäten in der Vergangenheit bezeichnen, die durch frühere Nutzung entstanden sind und dauerhaft aufgegeben wurden. Dabei gilt für Fornminnen, die vor 1850 entstanden sind, dass sie automatisch durch das Gesetz geschützt sind. Aber auch jüngere Überreste können zu Bodendenkmalen erklärt werden, wenn sie sich an ihrem ursprünglichen Standort befinden und weitgehend erdgebunden sind. Als Fornminnen zählen u. a. Siedlungen und Siedlungsreste aus prähistorischer Zeit, Gräber und Grabstätten, Burgruinen, Ruinen von Klöstern, Kirchen und Schlössern, Steine und Felsen mit Inschriften und Bildern (z. B. Runensteine und Petroglyphen), insofern sie nicht schon als Einzeldenkmal unter Byggnadsminnen (schwedisch für Baudenkmale) oder kyrkliga Kulturminnen (schwedisch für kirchliches Kulturgut) ausgewiesen sind.

## Legende
| ID           | = | ID.Nr. des Denkmalregisters (Fornsök) im schwedische Amt für nationales Kulturerbe (Riksantikvarieämbetet (RAÄ)) |
| Lage         | = | Koordinatenangabe des Standorts                                                                                  |
| Bezeichnung  | = | Bezeichnung des Denkmalobjekts (auch RAÄ-Nr.)                                                                    |
| Beschreibung | = | Name (Denkmaltyp/Dokumentenverweis im Arkivsök) sowie eine kurze Beschreibung des Objekts                        |
| Bild         | = | Bild des Objekts sowie Verweis auf weitere Bilder                                                                |

## Fornminnen Tving
| ID             | Lage    | Bezeichnung (RAÄ-Nr.)        | Beschreibung | Bild           |
| -------------- | ------- | ---------------------------- | --- | -------------- |
| 10101801020001 | (Karte) | Tving 102:1                  | Tving 102:1 (Steinsetzung / L1979:6887) | Weitere Bilder |
| 10101801020002 | (Karte) | Tving 102:2                  | Tving 102:2 (Steinsetzung / L1979:6409) | Weitere Bilder |
| 10101801020003 | (Karte) | Tving 102:3                  | Tving 102:3 (Steinsetzung / L1979:6263) | Weitere Bilder |
| 10101801030001 | (Karte) | Tving 103:1                  | Tving 103:1 (Steinkreis / L1979:6703) | Weitere Bilder |
| 10101801030002 | (Karte) | Tving 103:2                  | Tving 103:2 (Steinsetzung / L1979:6704) | Weitere Bilder |
| 10101801040001 | (Karte) | Tving 104:1                  | Tving 104:1 (Steinsetzung / L1979:6364) | Weitere Bilder |
| 10101801050001 | (Karte) | Tving 105:1                  | Tving 105:1 (Steinsetzung / L1979:6595) | Weitere Bilder |
| 10101801060001 | (Karte) | Tving 106:1                  | Tving 106:1 (Steinsetzung / L1979:6149) | Weitere Bilder |
| 10101801070001 | (Karte) | Tving 107:1                  | Tving 107:1 (Steinhügelgrab / L1979:6150) | Weitere Bilder |
| 10101801080001 | (Karte) | Tving 108:1                  | Tving 108:1 (Steinsetzung / L1979:6692) | Weitere Bilder |
| 10101801080002 | (Karte) | Tving 108:2                  | Tving 108:2 (Steinsetzung / L1979:6151) | Weitere Bilder |
| 10101801090001 | (Karte) | Tving 109:1                  | Tving 109:1 (Grabstein / L1979:6186) ca. 2 m hoher Granit-Grabstein (auch als schwedisch Milasten bekannt) neben Grundstück Byasjövägen 1, 370 33 Tving an der Landstraße 122 (schwedisch Länsväg 122) ca. 1 km südlich Tving. | Weitere Bilder |
| 10101801100001 | (Karte) | Tving 110:1                  | Tving 110:1 (Steinsetzung / L1979:6621) | Weitere Bilder |
| 10101801110001 | (Karte) | Tving 111:1                  | Tving 111:1 (Petroglyphe / L1979:6622) | Weitere Bilder |
| 12000000013838 | (Karte) | Tving 277                    | Tving 277 (Steinhügelgrab / L1979:9417) | Weitere Bilder |
| 12000000013848 | (Karte) | Tving 283                    | Tving 283 (Steinhügelgrab / L1979:9495) | Weitere Bilder |
| 12000000054728 | (Karte) | Tving 559                    | Tving 559 (Steinhügelgrab / L1978:1561) | Weitere Bilder |
| 12000000054730 | (Karte) | Tving 561                    | Tving 561 (Steinhügelgrab / L1978:1563) | Weitere Bilder |
| 12000000054732 | (Karte) | Tving 563                    | Tving 563 (Steinhügelgrab / L1978:1565) | Weitere Bilder |
| 12000000054846 | (Karte) | Tving 591                    | Tving 591 (Steinhügelgrab / L1978:947) | Weitere Bilder |
| 12000000054850 | (Karte) | Tving 595                    | Tving 595 (Steinhügelgrab / L1978:951) | Weitere Bilder |
| 12000000054851 | (Karte) | Tving 596                    | Tving 596 (Steinsetzung / L1978:952) | Weitere Bilder |
| 12000000054860 | (Karte) | Tving 605                    | Tving 605 (Steinhügelgrab / L1978:961) | Weitere Bilder |
|                | (Karte) | bei Sjöstigen 5 370 33 Tving | L2019:3871 (Fossilienfeld / L2019:3871) 2019 neu registriertes (bisher ohne ID und Bezeichnung), ca. 80 x 70 m großes Fossilienfeld bei Grundstück Sjöstigen 5, 370 33 Tving am Nordrand von Tving, mit 11 tw. zugewachsenen Abbaugruben von bis 8 m Durchmesser und mehreren geschichteten Steinhaufen sowie Resten ehemaliger Nutzung (Registrierung mit RAÄ-Nr. steht noch aus) | Weitere Bilder |